# پال برک (هنرپیشه)
پال برک (انگلیسی: Paul Burke؛ ۲۱ ژوئیهٔ ۱۹۲۶ – ۱۳ سپتامبر ۲۰۰۹) یک هنرپیشه اهل ایالات متحده آمریکا بود. وی بین سال‌های ۱۹۵۱ تا ۱۹۹۰ میلادی فعالیت می‌کرد.